# Hyperolius substriatus
Hyperolius substriatus es una especie de anfibio anuro de la familia Hyperoliidae.

## Distribución geográfica
Esta especie se encuentra hasta más de 2000 m sobre el nivel del mar en:
- el sur de Kenia;
- el este de Malawi;
- el este de Tanzania.[5] Su presencia es incierta en Mozambique y Zambia.

## Publicación original
- Ahl, 1931: Amphibia, Anura III, Polypedatidae. Das Tierreich, vol. 55, p. 412.[6]